# Anisomeridium tamarindi
Anisomeridium tamarindi är en lavart som först beskrevs av Fée, och fick sitt nu gällande namn av R. C. Harris. Anisomeridium tamarindi ingår i släktet Anisomeridium och familjen Monoblastiaceae.   Inga underarter finns listade i Catalogue of Life.